# Ciprião de Figueiredo e Vasconcelos
Ciprião de Figueiredo de Lemos et Vasconcelos, né vers 155(?) à  Alcochete et mort en 1606 à Lagny-sur-Marne, est le premier et unique comte de la ville de São Sebastião parfois appelé Ciprião de Figueiredo Vasconcelos, il se distingue comme magistrat des Açores pendant la crise de succession de 1580, ayant gouverné l'archipel pendant la période troublée qui suivit l'acclamation dans les îles de D. António, Prieur de Crato comme roi du Portugal. Il est responsable de la fortification et de l'organisation de la défense de l'île de Terceira, ce qui a conduit à la victoire de la bataille de Salga.

## Biographie
Ciprião de Figueiredo de Lemos et Vasconcelos est le fils de Sebastião Gomes de Figueiredo, né à Trancoso, et d'Antónia Fernandes de Vasconcelos, fille naturelle de l'archevêque de Lisbonne, Fernando de Meneses Coutinho e Vasconcelos. De ce côté, il descend des Meneses de la reine Leonor Teles.
Docteur en droit canonique, en 1578, il est nommé par le roi D. Sebastião au poste de magistrat des Açores.
Dans l'exercice des fonctions de corrégidor (fonctionnaire royal), il entretient de sérieux désaccords avec l'évêque d'Angra, D. Pedro de Castilho, sur des questions de répartition des compétences entre la juridiction civile et ecclésiastique résultant de l'application des normes du Concile de Trente qui à cette époque sont transposées en tant que lois du Royaume du Portugal. Ce conflit entraîne le départ de l'évêque pour Ponta Delgada, ville où il a effectivement établi le siège de la gouvernance diocésaine.
Les désaccords entre Ciprião de Figueiredo et l'évêque D. Pedro de Castilho s'intensifient à partir de 1580, lorsqu'à la suite de l'acclamation de D. António Prior do Crato comme roi du Portugal à Angra, le fonctionnaire royal prend la direction du parti d'Antonin et l'évêque, à Ponta Delgada, le chef du parti favorable à la Maison d'Autriche.
António Ier du Portugal nomme Ciprião de Figueiredo au poste de gouverneur des Açores, mais ne réussit jamais à étendre son autorité aux îles de São Miguel et Santa Maria, et la chambre de Ponta Delgada, à l'instigation de l'évêque, acclame Philippe II comme roi du Portugal. Cette dissension et la division de l'archipel qu'il en résulte, sont violemment critiquées par Ciprião de Figueiredo, qui dans une lettre adressée à la chambre de Ponta Delgada déclare qu'une femme, même pas très sérieuse, ne se rend pas sans qu'on lui demande, faisant allusion à l'attitude de la Chambre.
Malgré les circonstances difficiles sur l'île de Terceira, le gouvernement de Ciprião de Figueiredo est modéré, essayant de parvenir à un consensus et de ne pas aliéner la population de la ville d'Angra. Après avoir pris des mesures énergiques pour contenir le complot mené par João de Bettencourt, qui, à l'instigation des jésuites du Colégio de Angra, tente d'acclamer D. Filipe à Angra, ce qui comprend sa condamnation à mort après le procès dans la Relação de Angra, pour que Ciprião de Figueiredo préside, retarde et n'exécute jamais cette peine en essayant d'éviter des mesures punitives qui exagéreraient la relation entre les parties. Après avoir écarté les partisans philippins de la fonction publique en modifiant les lois, il concentre son action sur l'organisation de la défense et la préparation de la résistance à la tentative prévisible d'envahir l'île.
La première tentative d'invasion a lieu le 26 juillet 1581, lorsque les forces affectées à Philippe Ier du Portugal (Philippe II d'Espagne) attaquent la place de Salga, par la côte de la ville de São Sebastião, située sur la côte Est de Terceira. Le combat qui s'ensuit, connu sous le nom de bataille de Salga, donne la victoire aux troupes de milice organisées par le gouverneur, qui est également le capitaine-major de l'île,. Cette victoire, grâce à l'organisation et à l'énergie de Ciprião de Figueiredo, donne un nouvel élan à la résistance de Terceira et à la cause de D. António, notamment parce qu'il instigue la crédibilité nécessaire pour que la diplomatie antonine se rencontre devant les tribunaux français et anglais.
Contre l'avis de Ciprião de Figueiredo, qui s'oppose toujours à l'arrivée de troupes étrangères à Terceira, les jugeant inutiles et contre-productives, D. António réussit à installer un important contingent de forces françaises sur l'île, commandé par Aymar de Clermont de Chaste, le Commandant de Chaste. Malgré cela, il organise les ordonnances et intensifie la construction de nouvelles forteresses dans le cadre du plan de défense de l'île approuvé en 1567, avec l'intention de résister jusqu'à ce que le différend international soit tranché.
Malgré sa performance et la victoire à Salga, à la fin de 1581, et à la suite d'une démonstration par ses adversaires désireux d'une politique plus énergique, D. António décide de remplacer Ciprião de Figueiredo par Manuel da Silva Coutinho, qu'il élève au rang de comte de Torres Vedras.
En février 1582, à la suite de cette décision du prieur de Crato, Ciprião de Figueiredo cède la gouvernance de Terceira à Manuel da Silva, étant récompensé par D. António avec le titre de comte de São Sebastião (titre qu'il est le seul à détenir), un village proche de l'endroit où l'année précédente a combattu pour la bataille de Salga. Son remplaçant a l'intention de le nommer amiral d'une escadre pour la conquête du Cap-Vert, mais Ciprião de Figueiredo refuse, soupçonnant qu'il s'agisse simplement d'une manœuvre de diversion pour l'éloigner du centre des décisions.

### Exil en France
Après le désastre subi lors de la bataille navale de Vila Franca, menée au sud de l'île de São Miguel le 26 juillet 1582, D. António, qui se réfugie à Terceira, amène Ciprião de Figueiredo en France. Exilé, comme D. António lui-même, en 1601, il fait un voyage en Italie. Il jouit de l'estime du roi Henri IV de France et de Ferdinand Ier, grand-duc de Toscane.

Devise des Açores.

C'est sa phrase : « Avant de mourir libre qu'en paix sujets » qui devient la devise des Açores, est extraite d'une lettre écrite le 13 février 1582 par Ciprião de Figueiredo, en qualité de magistrat des Açores, à Filipe II d'Espagne. Dans cette missive, il refuse l'assujettissement de l'île de Terceira en échange de plusieurs faveurs, déclarant : 

« Les épreuves que subissent les habitants de ce royaume affligé suffiront à vous désillusionner sur le fait que ceux qui sont en dehors de ce lourd joug préfèrent mourir libres que soumis en paix. Je ne donnerai pas non plus d'autre conseil aux habitants de cette île… car bien mourir, c'est vivre perpétuellement ».

D. António, en récompense de la fidélité du magistrat, lorsqu'il l'appelle à Paris, lui décerne le titre de comte de Vila de São Sebastião, ville à la périphérie de laquelle eut lieu la bataille de Salga susmentionnée.
Il est le frère de Duarte de Figueiredo e Vasconcelos, qui possède le terme Veloso que son grand-père lui a légué lorsqu'il est évêque de Lamego. Ce terme est augmenté, car il a servi avant Philippe II d'Espagne. Au moment de la Restauration de l'Indépendance, João IV du Portugal n'a pas non plus retiré leurs droits à Figueiredos au profit d'autres qui l'ont acclamé ; un fils de ce Duarte a servi D. João IV, comme son père a auparavant servi D. Filipe II.

## Publication
- (pt) Cypriano Figueiredo de Vasconcellos, Resposta que os Três Estados do reino de Portugal : as. Nobreza, Clerezia e Povo, mandaram a D. João de Castro, sobre hum discurso que lhes dirigio sobre a vinda e apparecimento del Rey D. Sebastiam, s.l., s.n., 1603, 265 p., in-8o (présentation en ligne).

## Hommages
Il est le patron du 1er régiment de garnison, stationné dans la forteresse de São João Baptista do Monte Brasil, à Angra do Heroísmo.
Pendant de nombreuses années, l'école préparatoire d'Angra do Heroísmo a Ciprião de Figueiredo comme patron, le nom est perpétué dans une rue de cette ville. Sa ville natale, Alcochete, lui dédie également une de ses artères principales.
En 2016, la compagnie aérienne Azores Airlines nomme son premier Airbus A330 en rendant hommage à Ciprião de Figueiredo.